# Asmaa Boujibar
Asmaa Boujibar (àrab: أسماء بوجيبار)  (Casablanca, 26 d'abril de 1984) és una geofísica marroquina. És la primera dona marroquina en ingressar a la NASA.

## Biografia
Asmaa Boujibar va anar a escola al Marroc i va continuar els seus estudis a França. Després d'obtenir el seu batxillerat científic al Lycée Lyautey de Casablanca, el 2004, va efectuar una llicenciatura en Ciències de la Terra a la Universitat de Rennes 1. El 2010, va obtenir un màster sobre Els magmes i els volcans a la Universitat Blaise-Pascal de Clermont-Ferrand. A la mateixa universitat va prosseguir els seus estudis i va obtenir un doctorat en petrologia el 2014.
El 2014 es va presentar a National Aeronautics and Space Administration (NASA) i va ser seleccionada entre un centenar de candidats com a investigadora postdoctoral, al Centre Espacial Lyndon B. Johnson de Houston, a Texas. Es va convertir en la primera dona marroquina en ingressar a la NASA. Va estudiar les condicions de formació del planeta Mercuri. El 2016 va rebre el títol de cavaller de la quarta classe de l'orde d'Ouissam Alauita concedit pel rei del Marroc Mohammed VI amb motiu del 16è aniversari de la seva arribada al tron. Aquest mateix any, es va incorporar com a investigadora al Carnegie Institution for Science (CIS) de Washington DC, i va centrar les seves investigacions en la formació del nucli del planeta Mart. El 2017 va participar en la campanya #DreamBig Princess, una campanya fotogràfica de Disney amb dones inspiradores de tot el món, els fons recaptats de la qual es van destinar al programa Girl Up de la Fundació de les Nacions Unides.

## Investigació
El 2009, en el marc del seu Màster 1 (Diploma nacional de màster), va ser assistenta al laboratori de Geociències de la Universitat de La Réunion, on va estudiar la comparació de les roques «pintades» del Piton des Neiges i del Piton de la Fournaise.
El 2010, a la Universitat Blaise-Pascal de Clermont-Ferrand, va realitzar unes pràctiques de recerca al Laboratori de magmes i volcans. La seva tesi va tractar sobre l'estudi de l'equilibri fisicoquímic entre el mantell i el nucli en el context de formació dels planetes tel·lúrics. Aquell mateix any, va ser assistenta de recerca a l'Institute for Study of the Earth's Interior, a Okayama, Japó.
El 2014 a la Universitat Blaise-Pascal va fer la seva tesi de recerca sobre l'estudi dels equilibris químics en el context d'acreció i de la diferenciació dels planetes tel·lúrics.
Com a investigadora del Carnegie Institution for Science (CIS) de Washington DC és reconeguda per les seves investigacions sobre la diferenciació dels planetes, i és especialment coneguda a la comunitat científica pels seus descobriments sobre la formació i la composició de la Terra i l'evolució de Mercuri i els exoplanetes.
Boujibar és autora de diversos articles en revistes científiques, com Earth and Planetary Science Letters, Nature Communications i Physics and Chemistry of Minerals.

## Publicacions científiques
- Shimojuku, Akira; Boujibar, Asmaa; Yamazaki, Daisuke; Yoshino, Takashi «Growth of ringwoodite reaction rims from MgSiO₃ perovskite and periclase at 22.5 GPa and 1,800 °C» (en anglès). Physics and Chemistry of Minerals, 41(7), 01-07-2014, pàg. 555–567. DOI: 10.1007/s00269-014-0669-x. ISSN: 1432-2021.
- Boujibar, Asmaa; Andrault, Denis; Bouhifd, Mohamed Ali; Bolfan-Casanova, Nathalie «Metal–silicate partitioning of sulphur, new experimental and thermodynamic constraints on planetary accretion» (en anglès). Earth and Planetary Science Letters, 391, 01-05-2014, pàg. 42–54. DOI: 10.1016/j.epsl.2014.01.021. ISSN: 0012-821X.
- Boujibar, Asmaa; Andrault, Denis; Bolfan-Casanova, Nathalie; Bouhifd, Mohamed Ali «Cosmochemical fractionation by collisional erosion during the Earth’s accretion» (en anglès). Nature Communications, 6(1), 23-09-2015, pàg. 8295. DOI: 10.1038/ncomms9295. ISSN: 2041-1723.
- Boujibar, Asmaa; Bolfan-Casanova, Nathalie; Andrault, Denis; Bouhifd, M. Ali «Incorporation of Fe2+ and Fe3+ in bridgmanite during magma ocean crystallization» (en anglès). American Mineralogist, 101(7), 01-07-2016, pàg. 1560–1570. DOI: 10.2138/am-2016-5561. ISSN: 0003-004X.
- Righter, K.; Nickodem, K.; Pando, K.; Danielson, L.; Boujibar, A. «Distribution of Sb, As, Ge, and In between metal and silicate during accretion and core formation in the Earth» (en anglès). Geochimica et Cosmochimica Acta, 198, 01-02-2017, pàg. 1–16. DOI: 10.1016/j.gca.2016.10.045. ISSN: 0016-7037.
- Andrault, D.; Bolfan-Casanova, N.; Bouhifd, M. A.; Boujibar, A. «Toward a coherent model for the melting behavior of the deep Earth’s mantle» (en anglès). Physics of the Earth and Planetary Interiors, 265, 01-04-2017, pàg. 67–81. DOI: 10.1016/j.pepi.2017.02.009. ISSN: 0031-9201.
- Bouhifd, M. A.; Clesi, V.; Boujibar, A.; Bolfan-Casanova, N. «Silicate melts during Earth's core formation» (en anglès). Chemical Geology, 461, 20-06-2017, pàg. 128–139. DOI: 10.1016/j.chemgeo.2016.12.035. ISSN: 0009-2541.
- Righter, K.; Pando, K.; Humayun, M.; Waeselmann, N. «Effect of silicon on activity coefficients of siderophile elements (Au, Pd, Pt, P, Ga, Cu, Zn, and Pb) in liquid Fe: Roles of core formation, late sulfide matte, and late veneer in shaping terrestrial mantle geochemistry» (en anglès). Geochimica et Cosmochimica Acta, 232, 01-07-2018, pàg. 101–123. DOI: 10.1016/j.gca.2018.04.011. ISSN: 0016-7037.
- Du, Zhixue; Boujibar, Asmaa; Driscoll, Peter; Fei, Yingwei «Experimental Constraints on an MgO Exsolution‐Driven Geodynamo» (en anglès). Geophysical Research Letters, 46(13), 16-07-2019, pàg. 7379–7385. DOI: 10.1029/2019GL083017. ISSN: 0094-8276.
- Boujibar, Asmaa; Habermann, Mya; Righter, Kevin; Ross, D. Kent «U, Th, and K partitioning between metal, silicate, and sulfide and implications for Mercury's structure, volatile content, and radioactive heat production» (en anglès). American Mineralogist, 104(9), 01-09-2019, pàg. 1221–1237. DOI: 10.2138/am-2019-7000. ISSN: 0003-004X.
- Boujibar, A.; Righter, K.; Bullock, E. S.; Du, Z. «Segregation of Na, K, Rb and Cs into the cores of Earth, Mars and Vesta constrained with partitioning experiments» (en anglès). Geochimica et Cosmochimica Acta, 269, 15-01-2020, pàg. 622–638. DOI: 10.1016/j.gca.2019.11.014. ISSN: 0016-7037.
- Boujibar, A.; Driscoll, P.; Fei, Y. «Super‐Earth Internal Structures and Initial Thermal States» (en anglès). Journal of Geophysical Research: Planets, 125(5), maig 2020. DOI: 10.1029/2019JE006124. ISSN: 2169-9097.
- Boujibar, Asmaa «Redox Processes in Early Earth Accretion and in Terrestrial Bodies» (en anglès). Elements, 01-06-2020.
- Boujibar, Asmaa; Howell, Samantha; Zhang, Shuang; Hystad, Grethe «Cluster Analysis of Presolar Silicon Carbide Grains: Evaluation of Their Classification and Astrophysical Implications» (en anglès). The Astrophysical Journal, 907(2), 29-01-2021, pàg. L39. DOI: 10.3847/2041-8213/abd102. ISSN: 2041-8213. PMID: 33959247.
- Fei, Yingwei; Seagle, Christopher T.; Townsend, Joshua P.; McCoy, Chad A. «Melting and density of MgSiO₃ determined by shock compression of bridgmanite to 1254 GPa» (en anglès). Nature Communications, 12(1), 09-02-2021, pàg. 876. DOI: 10.1038/s41467-021-21170-y. ISSN: 2041-1723.
- Hystad, Grethe; Boujibar, Asmaa; Liu, Nan; Nittler, Larry R. «Evaluation of the classification of pre-solar silicon carbide grains using consensus clustering with resampling methods: An assessment of the confidence of grain assignments» (en anglès). Monthly Notices of the Royal Astronomical Society, 510(1), 11-02-2022, pàg. 334–350. DOI: 10.1093/mnras/stab3478. ISSN: 0035-8711.